# 太攀蛇属
太攀蛇属（学名：Oxyuranus），是眼镜蛇科的一属，生活在澳洲，体长可达三米，其中内陆太攀蛇是世界上毒性最强的一种蛇。包括三种：
- 太攀蛇 Oxyuranus scutellatus
- 内陆太攀蛇 Oxyuranus microlepidotus
- 中陆太攀蛇 Oxyuranus temporalis

## 圖片

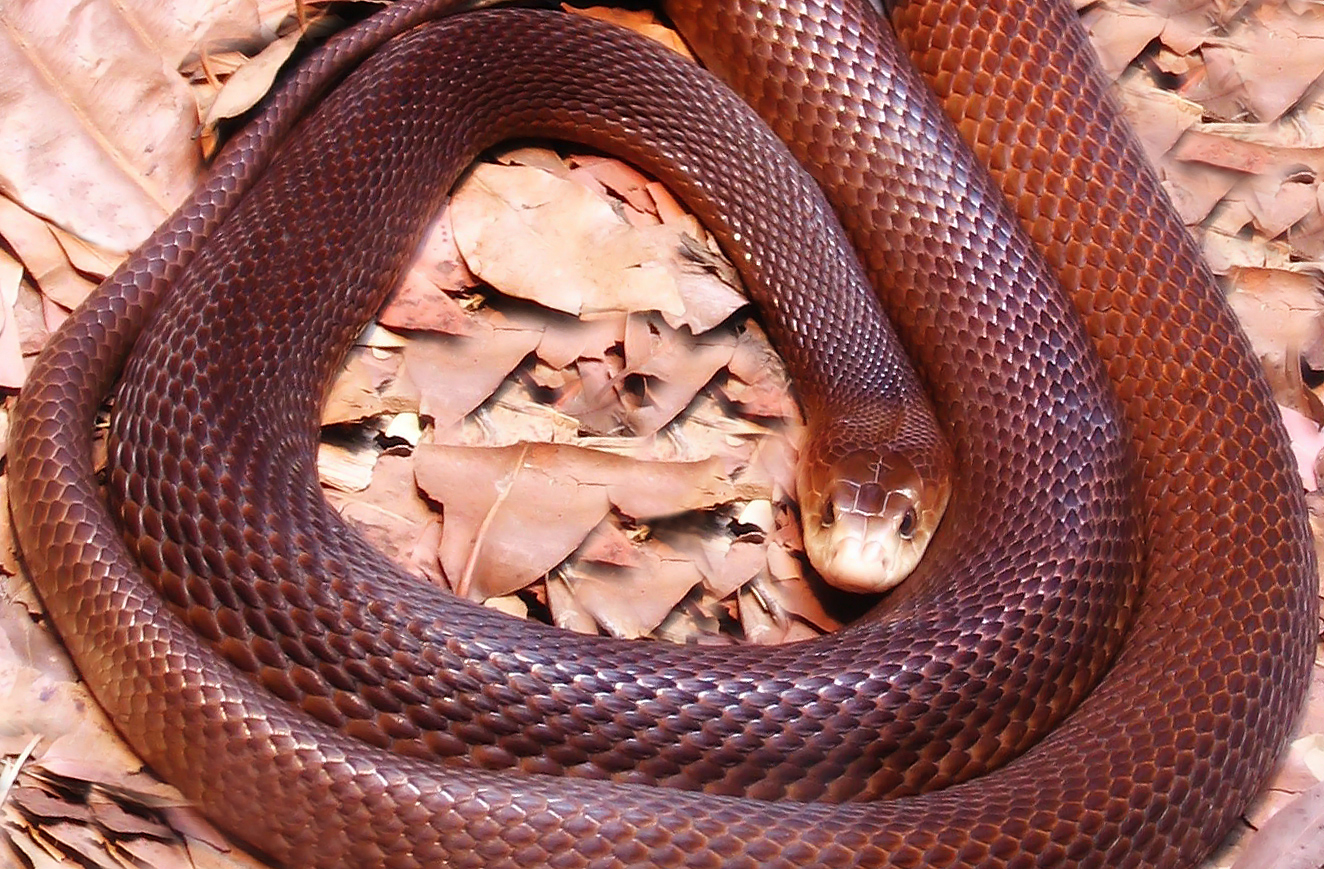
Oxyuranus scutellatus scutellatus
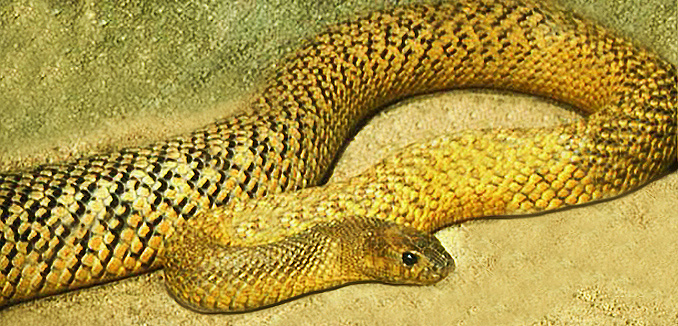
Oxyuranus microlepidotus
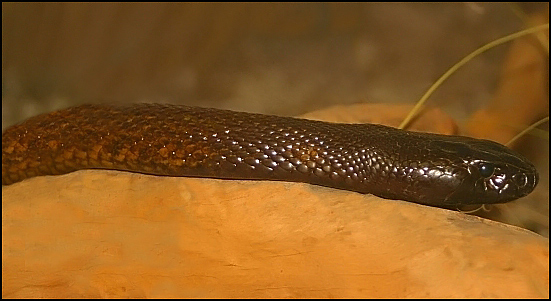
Oxyuranus microlepidotus